# Veliký Jargal
Veliký Jargal (1826, Bug-Jargal) je romantický historický román francouzského prozaika, dramatika a básníka Victora Huga. První variantou románu byla povídka, kterou Hugo napsal roku 1818 (tedy ve svých šestnácti letech) a kterou vydal v časopise bratrů Hugových Le Conservateur littéraire roku 1820. Později Hugo povídku přepracoval v román, který vyšel knižně v roce 1826. Rozdíl mezi oběma verzemi je značný. Povídka je pouze stručným vojáckým příběhem bez skutečné umělecké a ideové hloubky. Teprve románové zpracování s propracovanými postavami dodalo příběhu opravdovou uměleckou hodnotu.

## Obsah románu
V románu Hugo zachycuje krvavou vzpouru černých otroků roku 1791 na Haiti (tehdy Santo Domingo) a vypravuje příběh smyšleného černošského vůdce povstání, Velikého Jargala, kterého Hugo obdařil rysy a vlastnostmi nejvýznamnějšího z černošských haitských vojevůdců Françoise Toussainta.

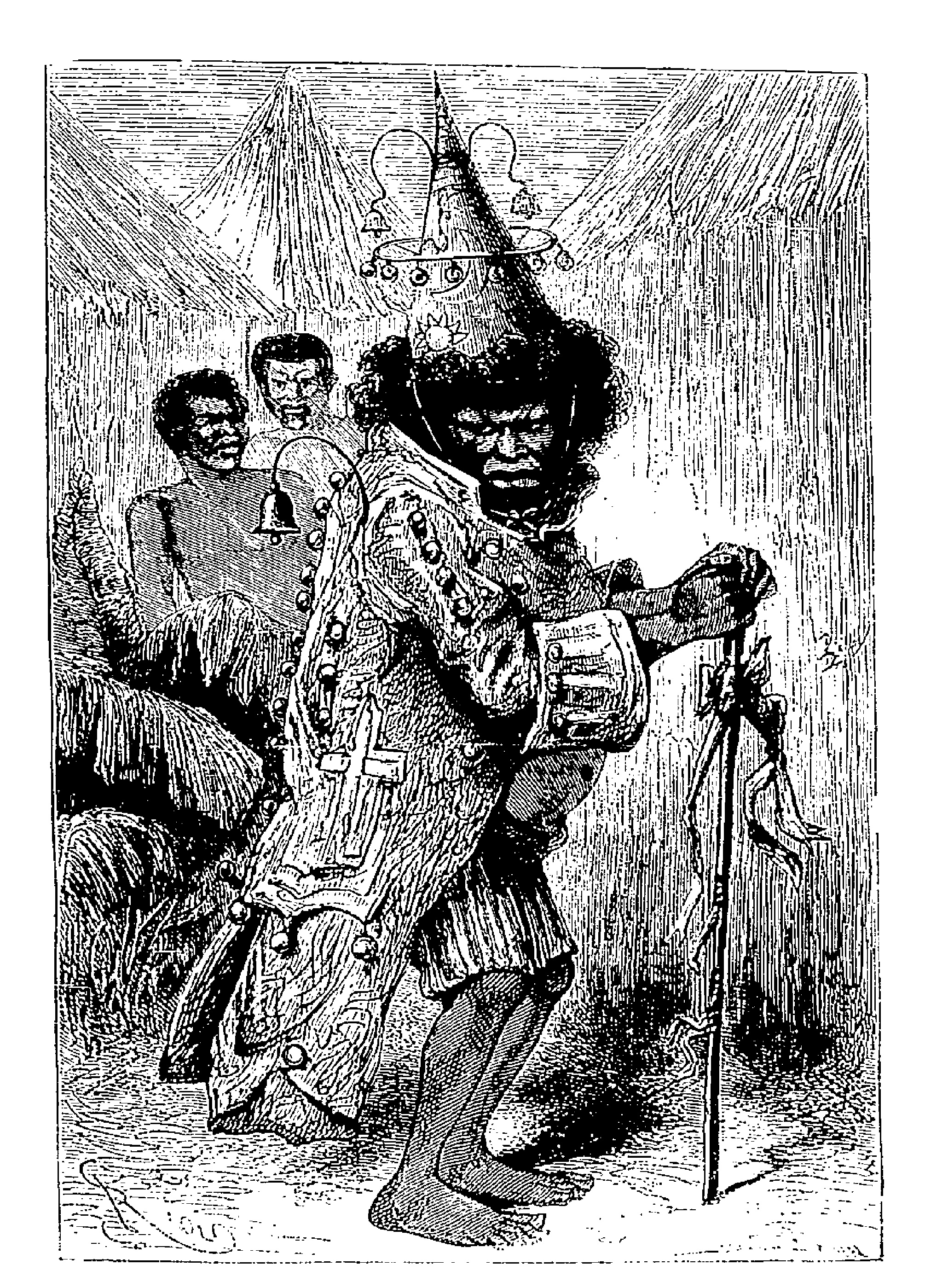
Habibrah, ilustrace Édouarda Rioua k vydání z roku 1876

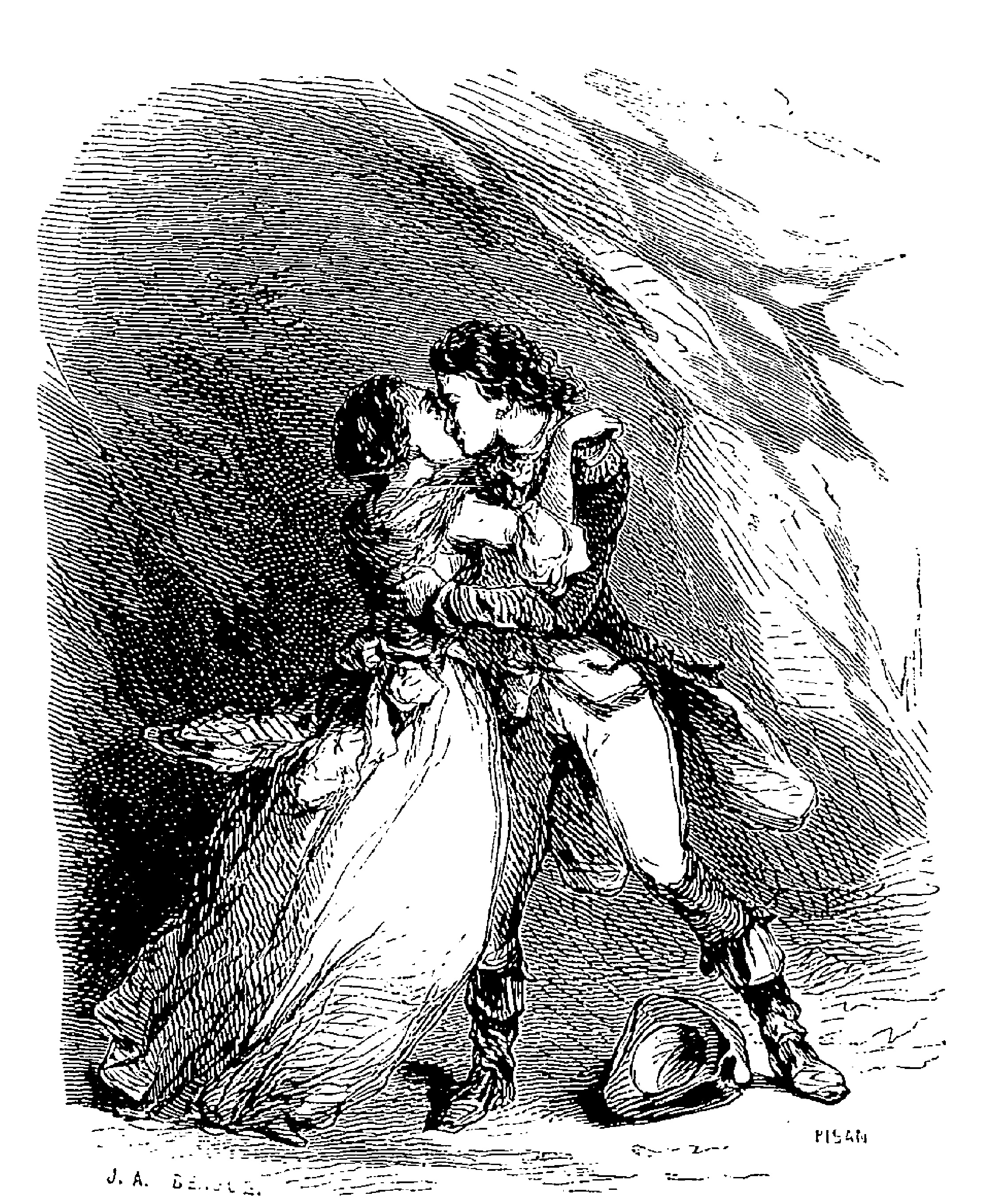
D'Auverney a Marie, ilustrace Jeana-Adolpha Beaucého k vydání z roku 1876

Ačkoliv jde o rané Hugovo dílo, již v sobě nese typické rysy pozdějších zralých autorových románů. Jde o téma společenského vyloučení, o způsob zobrazení ženské hrdinky jako dokonalé ženy a také o vyobrazení lidského monstra Habibraha, krutého otroka a šaška svého pána, který je k nenávisti vůči světu dohnán opovržením okolí kvůli svému odpudivému vzhledu.
Příběh románu je podán ve formě vyprávění mladého francouzského kapitána Leopolda d'Auverneyho, synovce haitského aristokrata s mnoha černými otroky. D'Auverney je zasnoubený s mladou francouzskou dívkou Marií. Tu miluje také otrok Pierrot, který však chápe, že jeho láska je pro rasové a kulturní bariéry mezi nimi marná. Pierrot zachrání Marii před krokodýlem, ale vzápětí má být popraven za protesty proti krutému zacházení s otroky. D'Auverney se ho ujme a s Marií mu zachrání život, když Marie požádá o Pierrota jako o svatební dar. D'Auverney se s Pierrotem spřátelí a Pierrot milence varuje, aby odešli do haitského města Cap a tam se co nejdříve vzali. Protože jim ale neuvede žádný důvod, neuposlechnou ho.
Den před svatbou d'Auverneyho s Marií vypukne černošské povstání. D'Auverney je zajat, jeho strýc je Habibrahem zavražděn a Marie je Pierrotem unesena. D'Auverney se stává svědkem zbytečného zabíjení a vražd, a i on má být zabit, když ho Biasu, nechvalně známý velitel skupiny černochů, u které je d'Auverney držen, daruje Habibrahovi, který je posedlý vražednou pomstou. Objeví se však Pierrot a díky němu je d'Auverney překvapivě osvobozen. Pierrot vysvětlí d'Auverneymu, že Marii neunesl, ale naopak ji zachránil před jistou smrtí z rukou vraždících povstalců. Přátelé se usmíří a d'Auverney zjistí, že jeho přítel je ve skutečnosti Veliký Jargal (černošský princ), člověk vedoucí celé povstání. Habibrah se nedokáže s d'Auverneyho osvobozením smířit a při snaze strhnout jej do propasti, se zřítí do ní sám.
D'Auverney se také dozví, že Pierrot byl Francouzi vzat do zajetí s dalšími rukojmími. Pierrot má být zastřelen, pokud bude d'Auverney zavražděn. Pierrotovi se podaří Francouze přesvědčit, aby jej pustili d'Auverneyho zachránit s tím, že pokud se nevrátí, budou namísto něho zastřelení zbývající rukojmí. Pierrot odvede d'Auverneyho k Marii a pak se vrátí do tábora Francouzů, kde je popraven, protože Francouzi jsou přesvědčeni o d'Auverneyho smrti.
Tím vyprávění d'Auverneyho končí, ale následuje epilog, v němž se dozvíme, že d'Auverney přišel během povstání o celou svou rodinu včetně Marie, která zahynula při požáru Capu. Samotný d'Auverney pak padne v bitvě.

## Česká vydání
- Bug-Jargal, Antonín Svěcený, Praha 1924, přeložila Růžena Pochová.
- Bug-Jargal, Henning Franzen, Praha 1928, přeložil Emanuel Čenkov.
- Bug-Jargal, Mars, Praha 1931, přeložil Emanuel Čenkov.
- Veliký Jargal, Albatros, Praha 1971, přeložila Alena Hartmanová.